# Lumea roboților
Lumea roboților (titlul original în engleză: Westworld) este un western științifico-fantastic de groază distopic din 1973, scris și regizat de celebrul scriitor Michael Crichton și produs de Paul Lazarus III. Lumea roboților a fost primul film al lui Michael Crichton ca regizor. Filmul a fost nominalizat pentru  Premiul Saturn, Premiul Nebula și Premiul Hugo.
Lumea roboților este primul film din istoria cinematografiei care conține imagini generate de un calculator, bidimensionale (2D), prin tehnică CGI. Filmul a avut o continuare: Evadați din viitor (Futureworld, 1976).

## Prezentare
Un parc tematic care prezintă viața din Vestul sălbatic o ia razna atunci când roboții se întorc împotriva oamenilor.

## Distribuție
- Yul Brynner - The Gunslinger
- Richard Benjamin -  Peter Martin
- James Brolin - John Blane
- Norman Bartold - Medieval Knight
- Alan Oppenheimer - Chief Supervisor
- Victoria Shaw - Medieval Queen
- Dick Van Patten - Banker
- Linda Scott - Arlette, the French prostitute
- Steve Franken - Delos Technician shot dead by the Gunfighter
- Michael Mikler - Black Knight
- Terry Wilson - Sheriff
- Majel Barrett - Miss Carrie, madam of the Westworld bordello
- Anne Randall- Daphne, the serving-maid who refuses the Medieval Knight's advances
- Nora Marlowe -  Hostess
- Robert J. Hogan - Delos Guests' Interviewer (nem.)

## Vezi și
- Listă de filme distopice
- Westworld (serial TV)  (en)